# Bernard de Hoog
Johan Bernard de Hoog (Amsterdam, 19 november 1866 – Den Haag, 17 december 1943) was een Nederlands kunstschilder. Hij werd vooral bekend door zijn boereninterieurs in de stijl van de Haagse- en Larense School.

## Leven en werk
Tot 1899 woonde en werkte Bernard de Hoog in Amsterdam, waar hij de Quellinusschool bezocht en vervolgens in de leer trad bij John Frederik Hulk en Jan van Essen. In 1899 vestigde hij zich in Laren, waar hij tot 1902 zou blijven. Daarna woonde en werkte hij achtereenvolgens in Haarlem, Bussum en Den Haag. De typische thema’s van de Larense School, meer in het bijzonder boereninterieurs, zouden zijn oeuvre ook na zijn vertrek uit Laren blijven bepalen. Vaak schilderde hij moeders met kinderen. Zijn stijl werd sterk beïnvloed door de Haagse Scholers Jozef Israëls en Albert Neuhuys, alsook door Hein Kever. Tevens getuigt zijn werk, met name in het gebruik van clair-obscur, van een grondige bestudering van de oude meesters, meer in het bijzonder Pieter de Hooch en Rembrandt.
Naast interieurstukken, schilderde De Hoog ook portretten, genrevoorstellingen, landschappen en bloemstillevens. Ook maakte hij lichtere aquarellen. Zijn werk was erg populair in Amerika, Canada en Engeland, waar hij regelmatig exposeerde en veel verkocht. Hij overleed in 1943, 77 jaar oud.

## Galerij

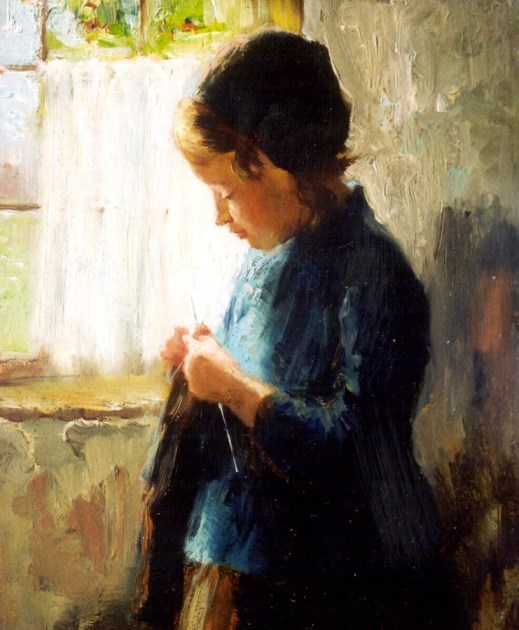
Breistertje (ca. 1900)
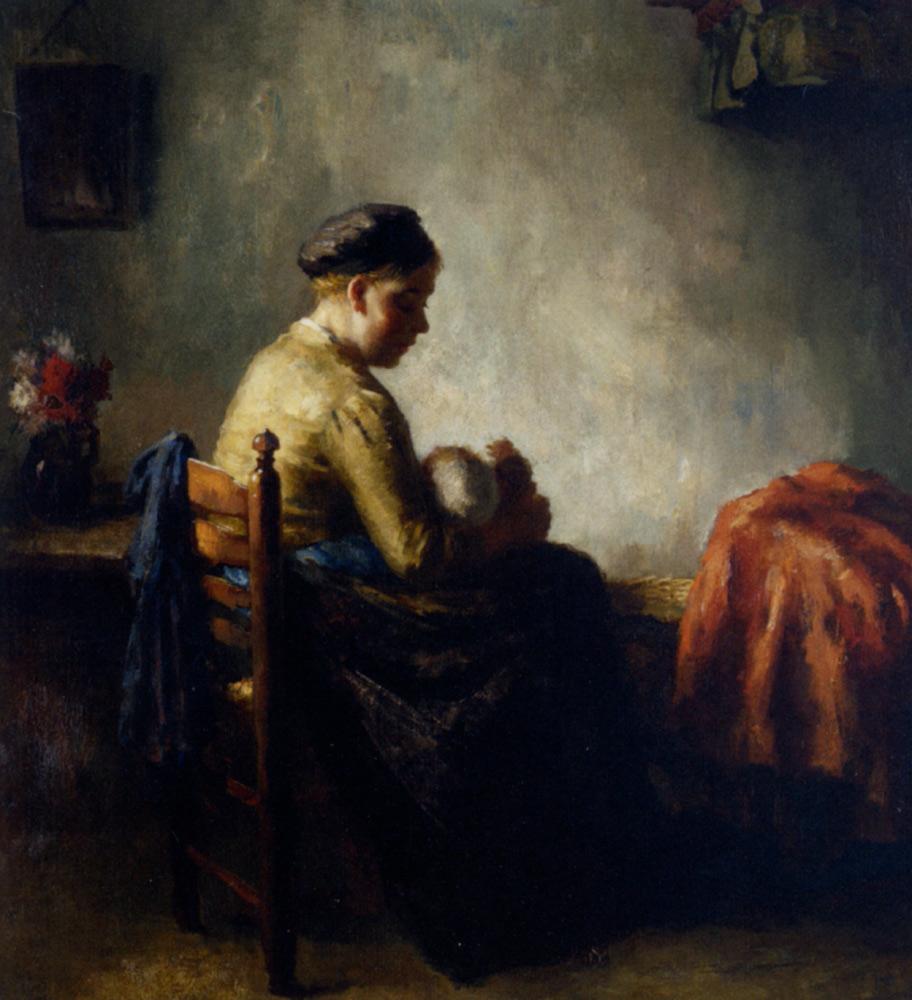
Moederschap; het wiegen van het kind (ca. 1910)
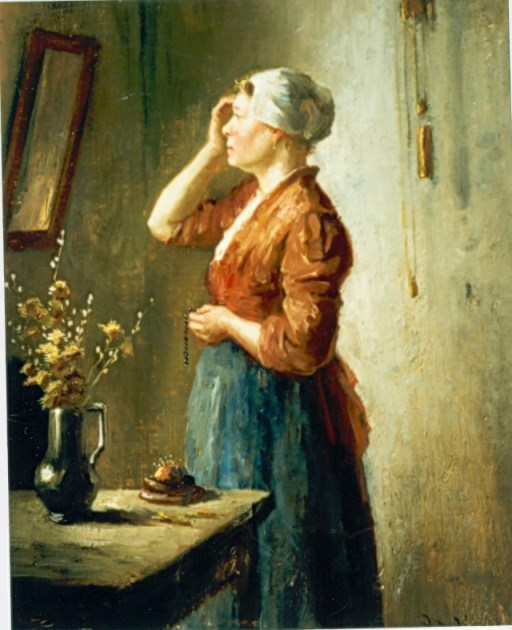
Overpeinzing voor de spiegel (ca. 1910)
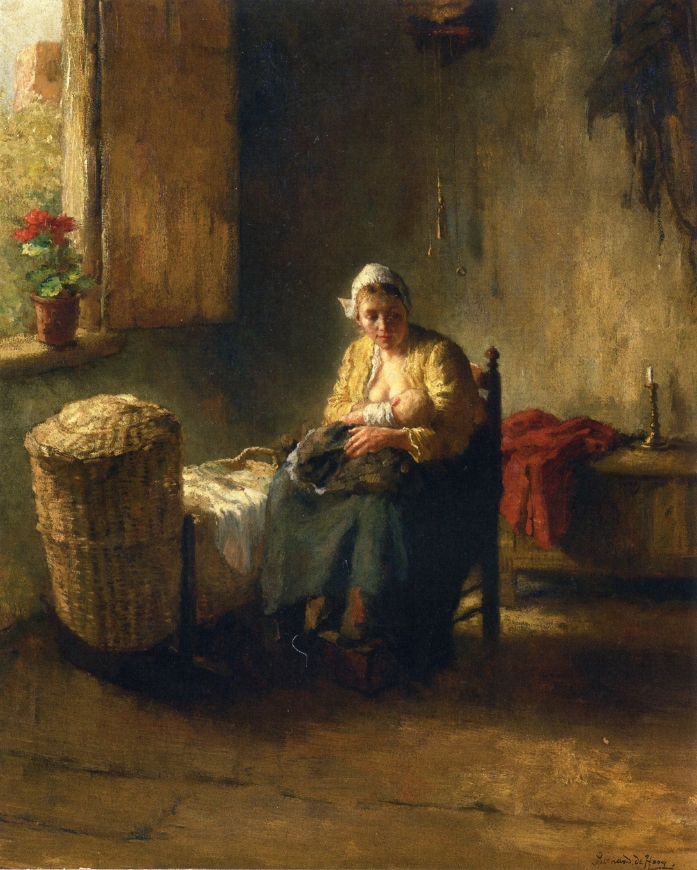
De moeder (ca. 1920)
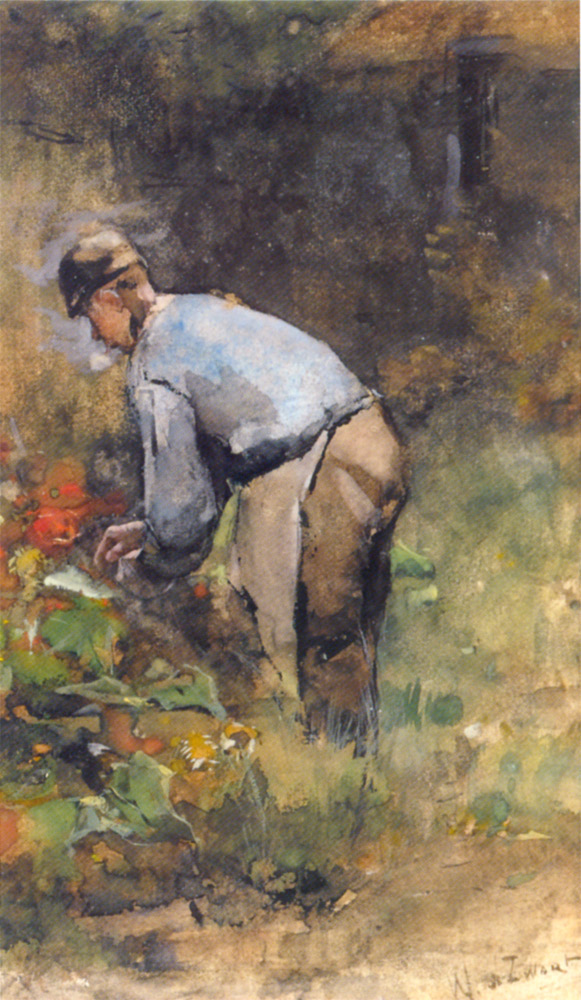
Aan het werk in de tuin (ca. 1920)